# Burgruine Brackenburg
Die Burgruine Brackenburg (auch Ruine Brackenberg genannt) ist eine Burgruine bei Meensen im Landkreis Göttingen, Niedersachsen (Deutschland).

## Geographische Lage
Die Ruine der ehemaligen Höhenburg befinden sich im Mittelteil des Naturparks Münden auf dem Brackenberg (461 m ü. NHN), einem dicht bewaldeten Basaltkegel beim südöstlichen Schedener Gemeindeteil Meensen. Verwaltungstechnisch gehört das Areal zur Gemeinde Rosdorf.

## Burgruine
Von der einstigen Burganlage, die auf der Gipfelregion aus Basaltsteinen errichtet wurde, sind noch Graben-, Wall- und Mauerreste vorhanden. Es sind Reste von Außenmauern auf einer Fläche von 20 × 23 Meter erkennbar, wobei die Mauerstärke rund 1,8 m beträgt. Sie gehören unter anderem zu einem 10 × 23 m großen und unterkellerten Gebäude auf der Westseite, das als Palas angesehen wird. Die Funktionsdeutung beruht auf dem unterhalb des Gebäudes am Hang geborgenem Fundmaterial von Glas-, Keramik- und Knochenresten. Ein weiteres Gebäude an der Südostecke hatte die Ausmaße von 7,5 × 12 m. Auf dem Südwestteil der Gipfelregion steht ein turmartig aufragendes Mauerteil, das sich knapp 6 m hoch über das Gelände erhebt. Über einen Bergfried oder einen Turm verfügte die Burg nicht. Unterhalb des Berggipfels war sie von einem Burggraben umgeben.
Im Jahre 2002 führten Studierende der Geoinformatik der Universität Hannover eine Reliefkartierung der Befestigungsanlage durch und maßen ihre Grundrisse auf. Im Ergebnis wurde von der Brackenburg ein virtuelles 3D-Modell mit einem Rekonstruktionsversuch der Baulichkeiten angefertigt. Derartige Vermessungen archäologisch bedeutsamer Anlagen finden seit langem im Zusammenwirken der Universität Hannover mit dem Niedersächsischen Landesamt für Denkmalpflege statt.
Die bei der Erbauung vermutlich künstlich geschaffenen Steilabhänge der Burg gestalten noch heute den Aufstieg zum Kernbereich der frei zugänglichen Ruine schwierig.

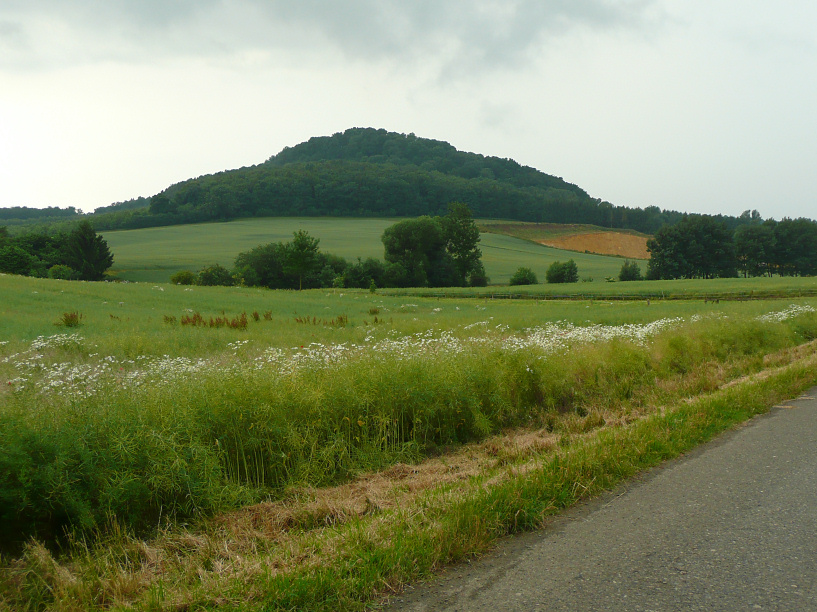
Blick von Nordosten zum Brackenberg; Ort der Burgruine Brackenburg
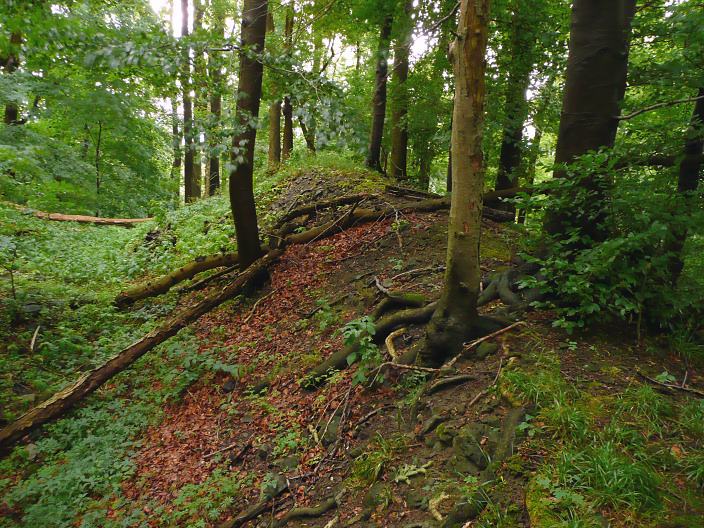
Wall- und Graben im Vorfeld unterhalb der Burgruine
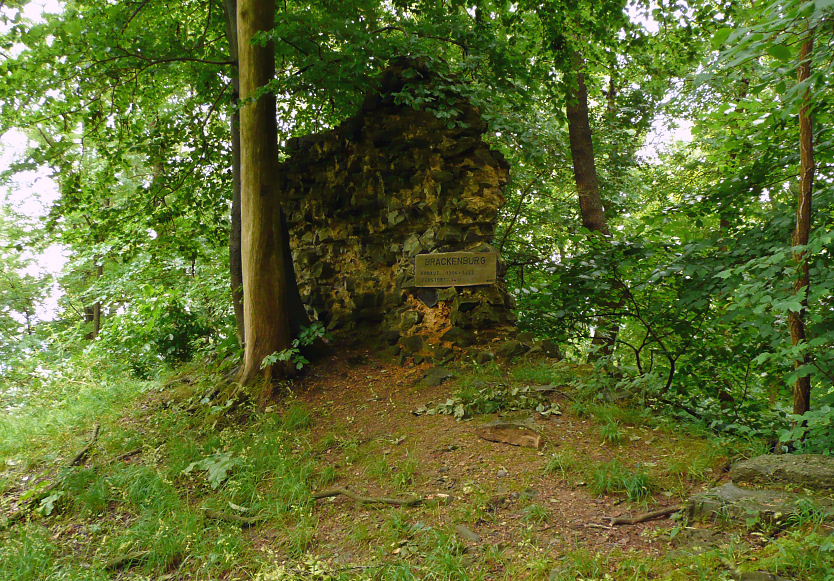
Mauerstück der ehemaligen Burg mit Hinweisschild, rechts der Steilabhang

## Geschichte
Die einstige Burg ließ Herzog Ernst I. in den Jahren 1303/04 bis 1353 nahe der einstigen Heer- und Handelsstraße von Hann. Münden nach Göttingen als strategisch wichtigen Schutz gegen Überfälle hessischer Fürsten erbauen. Die ersten Burgbewohner waren die Herren von Stockhausen. Nach Johannes Letzner soll die Brackenburg jedoch noch weitaus älter, und im Jahre 1079 von den Edlen von Berlepsch errichtet worden sein. Diese sollten anschließend viele Jahre auf der Burg gewohnt haben.
Die Burg wurde im Jahr 1370 mit den Dörfern Atzenhausen, Lippoldshausen, Meensen, Mollenfelde, der Wüstung Posthagen und dem Leineholz mit Gericht und Recht für 400 Silber Mark den Brüdern Hermann und Heinz von Kolmatsch aus Thüringen durch Herzog Otto den Quaden verpfändet.
Herzog Otto der Einäugige beschloss 1411 eine große Heerfahrt gegen die Raubritter auf der Brackenburg. Die Burg wurde belagert und beschossen, bis das schwer beschädigte Bauwerk nach etwa drei Wochen eingenommen werden konnte. 1427 schenkte Otto die Burg seiner Frau Agnes. Ab Mitte des 15. Jahrhunderts treten sodann die Herren von Gieme als Eigentümer der Burg auf, da 1458 Janus von Gieme als Eigentümer bezeugt ist. Kurze Zeit darauf wurde die Burg belagert und geplündert, das Geschlecht derer von Gieme erlitt dabei enormen materiellen Schaden und starb kurz darauf aus. Die Schäden an der Burg wurden allerdings bald behoben und als Besitzer traten in der Folge für 22 Jahre die Herren von Boventen, neben den Junkern von Grone, die ebenfalls ein eigenes Burghaus auf der Brackenburg bewohnten, auf.
1486, während der großen Städtefehde, wurde die Brackenburg ausgebrannt. Zu dieser Zeit gehörte die Burg Hermann von Haus, ein Verwandter Bertholt von Hildesheim. Die Göttinger zogen, unter der Führung des Hauptmanns Hinterthür, gegen die Burg, eroberten sie und nahmen Hermann von Haus gefangen. Die Burg verkauften sie anschließend an die Herren von Adelebsen. Gegen Ende des 16. Jahrhunderts findet sich ein Nachweis, dass die Herren von Bodenhausen im Besitze der Burg waren. Eine Urkunde, ausgestellt am 9. Dezember 1573 in Münden, besagt, dass Wilken der Ältere von Bodenhausen an Laetare 1574 Herzog Erich II. von Münden 5000 rheinischen Goldgulden und 6000 harte Reichstaler als Pfand für das Haus und Amt Brackenberg bezahlt. Sechs Jahre war Wilken Verwalter des Hauses und Amtes. 1583 wurde die Summe von Wilkens Sohn, Melchior von Bodenhausen, erneut gezahlt. Später geriet die Burg in Vergessenheit, erlebte jedoch einen neuen Popularitätsschub als im Rahmen Goethes Götz von Berlichingen das Interesse an der Ritterherrlichkeit wieder zunahm. Die Brackenburg sollte ein ähnliches Schauspiel erhalten. 1776 wurde das Schauspiel gedruckt und zehn Jahre später in Göttingen unter dem Titel „Hermann Riedel von der Brackenburg oder Eigensinn schadet den Ehen“ uraufgeführt. Seitdem ist sie dem Verfall preisgegeben.